# Pej Vahdat
Pejman Vahdat ou plus connu sous le nom de Pej Vahdat est un acteur américain d'origine iranienne, connu pour son rôle de Arastoo Vaziri dans la série télévisée Bones.
Il a également joué dans la série télévisée de 2011 Shameless et a prêté sa voix dans le jeu vidéo Call of Duty: Black Ops II.

## Biographie
Pej Vahdat est né à Téhéran durant la Révolution iranienne, il est le fils de Nina Emami et du Dr. Amoo, l'un des médecins du Chah d'Iran. Ils vivent en Allemagne pendant 8 mois puis déménagent en Californie.
Il fait ses études à l'Université d'État de San Diego, où il est membre de l'équipe de tennis masculine des Aztèques de l'État de San Diego.

### Vie privée
Pej Vahdat a une sœur, Parastoo Emami, ainsi qu'un frère, Paiman. Il est marié à Narsis Attar depuis 21 ans.

## Filmographie

### Cinéma

#### Longs métrages
- 2006 : The Butcher (en) d'Edward Gorsuch : Chip
- 2008 : El Superstar: The Unlikely Rise of Juan Frances d'Amy French : Amir
- 2010 : Groupie de Mark L. Lester : le réceptionniste de l'hôtel
- 2013 : Blood Shot de Dietrich Johnston : Ruhmeo
- 2014 : A Girl Walks Home Alone at Night d'Ana Lily Amirpour : DJ Porno
- 2017 : L'Affaire Roman J. (Roman J. Israel, Esq.) de Dan Gilroy : Abbas
- 2017 : Magnum Opus de Kevin Elliott : Sean Dabashi
- 2018 : Hope Springs Eternal (en) de Jack C. Newell : Mr. Garner
- 2019 : The Day Shall Come (en) de Chris Morris : Nura

#### Courts métrages
- 2008 : A Separate Tribe : l'étranger
- 2016 : Spurned
- 2017 : Weekend Encounter : Pardeep

### Télévision
- 2005 : The Flight That Fought Back (en) (téléfilm) de Bruce Goodison : Ziad Jarrah
- 2005 : Sleeper Cell : David (saison 1, épisode 1)
- 2005 - 2009 : Hôpital central : Dr. Dylan Litz / Kia (2 épisodes)
- 2006 : Arrested Development : le garde irakien (saison 3, épisode 12)
- 2006 : Windfall : Des dollars tombés du ciel : Tony Larma (saison 1, épisode 13)
- 2006 : Tout le monde déteste Chris : le médecin avec la jambe (saison 2, épisode 10)
- 2006 - 2007 : Mind of Mencia (en) : 
  - Ravi (saison 2, épisode 3)
  - l'homme de main (saison 3, épisode 21)
- 2006 - 2018 : NCIS : Enquêtes spéciales : 
  - Balash Sassnio (saison 4, épisode 1)
  - Nigel Hakim (saison 15, épisode 24 et saison 16, épisode 1)
- 2007 : Dr House : Hamid (saison 3, épisode 18)
- 2008 : Valentine : Sameer Patel (saison 1, épisode 2)
- 2008 : The Unit : Commando d'élite : Zafar Khalid (saison 4, épisode 6)
- 2009 : Lie to Me : Jason Kashani (saison 1, épisode 9)
- 2009 - 2017 : Bones : Arastoo Vaziri (récurrent - 31 épisodes)
- 2010 : Hawthorne : Infirmière en chef : Salim Amara (saison 2, épisode 6)
- 2011 : NCIS : Los Angeles : Rameesh Nayam-Singh (saison 2, épisode 15)
- 2011 : Grey's Anatomy : Tarik Amin (saison 7, épisode 17)
- 2011 - 2012 : Shameless : Kash (8 épisodes)
- 2012 : La Loi selon Harry : Alden Mills (saison 2, épisode 19)
- 2012 : Single Ladies : Kaseem (saison 2, épisode 14)
- 2013 : Hot in Cleveland : Ravi (saison 4, épisode 20)
- 2014 : Dallas : Nasir Ali (3 épisodes)
- 2014 : Les Mystères de Laura : Kasib Al-Wazir (saison 1, épisode 9)
- 2015 : Perception : Vice-consul Rashid Prasad (saison 3, épisode 13)
- 2015 : Satisfaction (en) : Brett (saison 2, épisodes 3 et 6)
- 2016 : Zoe Ever After (en) : Amir (récurrent - 4 épisodes)
- 2016 : 37 Problems : Dr. Indra Drimi (3 épisodes)
- 2017 : Sneaky Pete : Kumar Mukherjee (récurrent - 4 épisodes)
- 2017 : Lucifer : Josh Hamid (saison 3, épisode 1)
- 2017 : Good Doctor : Dr Avi Mehta (saison 1, épisode 9)
- 2017 - 2018 : Arrow : Procureur Sam Armand (4 épisodes)
- 2018 : Counterpart : le directeur de stratégie (saison 1, épisode 10)
- 2018 : Elementary : Tim Darsha / Agent Bakashi (saison 6, épisodes 10 et 11)
- 2018 - 2020 : Empire : Kelly Patel (récurrent - 13 épisodes)
- 2019 : Le village (en) : Hamid (récurrent - 5 épisodes)
- 2019 : Patty's Auto : Jerry (pilote)
- 2019 - 2025 : American Dad! : 
  - Nate (saison 13, épisode 22)
  - le juge du concours de strip-tease (saison 15, épisode 3)
  - le Stan alternatif (saison 19, épisode 13)
- 2020 : Will et Grace : Steve (saison 11, épisode 7)
- 2020 : Broke : Amir (saison 1, épisode 3)
- 2020 : Les Griffin : le fan de cricket (voix - saison 19, épisode 1)
- 2020 : Heart Baby Eggplant : le mari (4 épisodes)
- 2021 : My Immigrant Family : Hamid (pilote)
- 2022 : Dynastie : Dex Dexter (récurrent - saison 5, 10 épisodes)
- 2022 : City on a Hill : Agent Ramin Milani (récurrent - saison 3, 6 épisodes)
- 2023 : Spidey et ses amis extraordinaires : Mo (voix - saison 2, épisode 17)
- 2023 : The Rookie: Feds : Ridwan Al Nassar (saison 1, épisode 22)
- 2023 : Carol et la fin du monde (en) : l'invité (saison 1, épisode 2)
- 2022 - 2024 : The Old Man : Faraz Hamzad jeune (récurrent - 7 épisodes)
- 2025 : Tracker : Leonard Sharf (récurrent - saison 2, 3 épisodes)
- 2025 : Poker Face : Abdul (saison 2, épisodes 8 et 9)

### Jeux vidéo
- 2012 : Tom Clancy's Ghost Recon: Future Soldier : voyou persan
- 2012 : Medal of Honor: Warfighter : combattant arabe
- 2012 : Call of Duty: Black Ops II : voix additionnelles
- 2017 : Agents of Mayhem : Ajeet Singh alias Relic / annonces en Sesungan
- 2017 : Uncharted: The Lost Legacy : les insurgés d'Asav
- 2018 : Call of Duty: Black Ops IIII : voix additionnelles
- 2019 : Crackdown 3 : Reza Khan
- 2020 : The Last of Us Part II : voix additionnelles
- 2023 : Dead Space : Dr. Terrence Kyne
- 2023 : Starfield : voix additionnelles masculines
- 2023 : Marvel's Spider-Man 2 : voix additionnelles
- 2023 : Thirsty Suitors : Irfan
- 2025 : Date Everything! (en) : Amir

### Podcast
- 2019 : Passenger List (en) : 
  - Zahid Nejem (saison 1, épisode 2 : Flock of Geese)
  - Animateur de l'émission matinale (saison 1, épisode 4 : Psychic Witch)
- 2023 : The Very Worst Thing That Could Possibly Happen
- 2023 : The Trinity Squad : différents personnages

## Distinctions
| Année | Prix                        | Catégorie                         | Œuvre                                           | Résultat |
| ----- | --------------------------- | --------------------------------- | ----------------------------------------------- | -------- |
| 2023  | Festival du film de Tribeca | Meilleure fiction audio narrative | The Very Worst Thing That Could Possibly Happen | Lauréat  |